# Danmarks regering
Danmarks regering utför de exekutiva funktionerna i Danmark. Det är monarkens uppgift att utnämna en statsminister baserat på de folkvalda representanterna i Folketinget. Monarken utser i praktiken alltid den som har bredast stöd i parlamentet till statsminister, vilket bekräftas genom en så kallad støtteerklæring (förtroendeomröstning) i Folketinget.
Liksom i andra parlamentariska system är den verkställande makten – alltså regeringen – direkt ansvarig inför Folketinget. Danmark tillämpar principen om negativ parlamentarism, det vill säga regeringen kan inte sitta kvar om en majoritet av församlingen i Folketinget motsätter sig regeringen. Det är en av orsakerna till att Danmark ofta haft minoritetsregeringar.

## Ministerier
I Danmark är den verkställande makten fördelat mellan ett antal regeringsdepartiment kallat ministerier. Antalet departiment är inte fastställt i lag. Varje ministerium har en minister som är enskilt ansvarig och fungerar som dess chef. Antalet ministrar regleras inte i lag utan är helt upp till statsministern. Ministrarna är i teorin likställda och får inte fatta beslut inom andra ministrars ansvarsområden, däremot åtnjuter statsministern en särställning: han är primus inter pares (”främst bland likar”). Statsministern är den som leder regeringens arbete och är den officiella regeringschefen. Danmark har ingen tradition av viceministrar eller andra underordnade ministrar.

## Tillsättning och regeringstyper
Statsministern utses av Folketinget på förslag av monarken. Statsråden utses av statsministern, därefter underställs regeringen i sin helhet för godkännande av Folketinget genom støtteerklæring (förtroendeomröstning). För att hitta statsministerkandidaten bedömer monarken vilken kandidat som har bredast stöd i den parlamentariska församlingen. Ministrarna i den kommande regeringen har i regel en parlamentarisk förankring men det finns inget som tvingar statsministern att välja bland Folketingets ledamöter. Varje minister är enskilt ansvarig och fungerar som chef inom respektive ministerium uppdraget avser.
Regeringen är direkt underställd Folketinget. Danmark tillämpar principen om negativ parlamentarism: I det fall en majoritet av parlamentet motsätter sig regeringen kan inte regeringen sitta kvar. Principen är en av orsakerna varför Danmark ofta haft minoritetsregeringar. För att bli invald i Folketinget krävs endast 2 procent av valmanskårens avlagda röster, vilket har medfört att det i Danmarks parlament finns väldigt många småpartier. Konsekvenserna av detta är att det varit svårt att blida majoritetsregeringar och därför har regeringshistorien präglats av koalitionsregeringar, minoritetsparlamentarism och täta regeringsskiften.
Om regeringen består av ett eller flera partier (koalitionsregering) som tillsammans har 90 eller fler folketingsmandat, är regeringen en majoritetsregering. Om ett sådant regeringsunderlag inte kan skapas måste istället en minoritetsregering bildas. Eftersom regeringen alltid behöver stöd för sina propositioner i Folketinget, behöver en minoritetsregering alltid stöd från minst ett annat parti, ett så kallat stödparti. Om flera samverkande partier tillsammans bildar regering kallas det koalitionsregering, medan en regering som endast har statsråd från ett parti kallas enpartiregering. Om en regering innehåller företrädare från alla eller nästan alla riksdagspartier, kallas den ibland för samlingsregering. Senast Danmark hade en samlingsregering var under Andra världskriget när Danmark var ockuperat av Nazityskland. Till skillnad från Sverige ingick Danmarks kommunistiska parti i regeringsunderlaget medan Sveriges kommunistiska parti hölls utanför.

## Nuvarande regering
Regeringen Frederiksen II är Danmarks nuvarande regering, och leds av statsminister Mette Frederiksen. Det är en koalitionsregering bestående av Socialdemokratiet, Venstre och nybildade Moderaterne. 

### Ministären
Sedan augusti 2024 ingår totalt 25 ministrar i regeringen, varav elva från Socialdemokratiet, åtta från Venstre och sex från Moderaterne. Detta är fler ministrar än någon gång tidigare i dansk politisk historia.
| Ämbete                                                                   | Minister | Minister                   | Tillträdde       | Avgick                      | Parti             |
| ------------------------------------------------------------------------ | -------- | -------------------------- | ---------------- | --------------------------- | ----------------- |
| Statsminister                                                            |          | Mette Frederiksen          | 15 december 2022 | innehar fortfarande ämbetet | Socialdemokratiet |
| Vice statsminister (inte separat ministerpost)                           |          | Jakob Ellemann-Jensen      | 15 december 2022 | 6 februari 2023             | Venstre           |
| Vice statsminister (inte separat ministerpost)                           |          | Troels Lund Poulsen        | 6 februari 2023  | 1 augusti 2023              | Venstre           |
| Vice statsminister (inte separat ministerpost)                           |          | Jakob Ellemann-Jensen      | 1 augusti 2023   | 23 oktober 2023             | Venstre           |
| Vice statsminister (inte separat ministerpost)                           |          | Troels Lund Poulsen        | 23 oktober 2023  | innehar fortfarande ämbetet | Venstre           |
| Försvarsminister                                                         |          | Jakob Ellemann-Jensen      | 15 december 2022 | 6 februari 2023             | Venstre           |
| Försvarsminister                                                         |          | Troels Lund Poulsen        | 6 februari 2023  | 1 augusti 2023              | Venstre           |
| Försvarsminister                                                         |          | Jakob Ellemann-Jensen      | 1 augusti 2023   | 22 augusti 2023             | Venstre           |
| Försvarsminister                                                         |          | Troels Lund Poulsen        | 22 augusti 2023  | innehar fortfarande ämbetet | Venstre           |
| Utrikesminister                                                          |          | Lars Løkke Rasmussen       | 15 december 2022 | innehar fortfarande ämbetet | Moderaterne       |
| Finansminister                                                           |          | Nicolai Wammen             | 15 december 2022 | innehar fortfarande ämbetet | Socialdemokratiet |
| Ekonomiminister                                                          |          | Troels Lund Poulsen        | 15 december 2022 | 9 mars 2023                 | Venstre           |
| Ekonomiminister                                                          |          | Stephanie Lose             | 9 mars 2023      | 1 augusti 2023              | Venstre           |
| Ekonomiminister                                                          |          | Troels Lund Poulsen        | 1 augusti 2023   | 22 augusti 2023             | Venstre           |
| Ekonomiminister                                                          |          | Jakob Ellemann-Jensen      | 22 augusti 2023  | 23 oktober 2023             | Venstre           |
| Ekonomiminister                                                          |          | Troels Lund Poulsen        | 23 oktober 2023  | 23 november 2023            | Venstre           |
| Ekonomiminister                                                          |          | Stephanie Lose             | 23 november 2023 | innehar fortfarande ämbetet | Venstre           |
| Inrikes- och hälsominister                                               |          | Sophie Løhde               | 15 december 2022 | innehar fortfarande ämbetet | Venstre           |
| Justitieminister                                                         |          | Peter Hummelgaard          | 15 december 2022 | innehar fortfarande ämbetet | Socialdemokratiet |
| Kulturminister                                                           |          | Jakob Engel-Schmidt        | 15 december 2022 | innehar fortfarande ämbetet | Moderaterne       |
| Näringsminister                                                          |          | Morten Bødskov             | 15 december 2022 | innehar fortfarande ämbetet | Socialdemokratiet |
| Minister för utvecklingssamarbete och global klimatpolitik               |          | Dan Jørgensen              | 15 december 2022 | 29 augusti 2024             | Socialdemokratiet |
| Miljöminister Från 29 augusti 2024 också jämställdhetsminister           |          | Magnus Heunicke            | 15 december 2022 | innehar fortfarande ämbetet | Socialdemokratiet |
| Arbetsmarknadsminister                                                   |          | Ane Halsboe-Jørgensen      | 15 december 2022 | innehar fortfarande ämbetet | Socialdemokratiet |
| Barn- och utbildningsminister                                            |          | Mattias Tesfaye            | 15 december 2022 | innehar fortfarande ämbetet | Socialdemokratiet |
| Minister för invandring och integration                                  |          | Kaare Dybvad Bek           | 15 december 2022 | innehar fortfarande ämbetet | Socialdemokratiet |
| Skatteminister                                                           |          | Jeppe Bruus Christensen    | 15 december 2022 | 29 augusti 2024             | Socialdemokratiet |
| Skatteminister                                                           |          | Rasmus Stoklund            | 29 augusti 2024  | innehar fortfarande ämbetet | Socialdemokratiet |
| Livsmedels-, jordbruks- samt fiskeminister                               |          | Jacob Jensen               | 15 december 2022 | innehar fortfarande ämbetet | Venstre           |
| Kyrkominister, landsbygdsminister och minister för nordiskt samarbete    |          | Louise Schack Elholm       | 15 december 2022 | 23 november 2023            | Venstre           |
| Kyrkominister, landsbygdsminister och minister för nordiskt samarbete    |          | Morten Dahlin              | 23 november 2023 | innehar fortfarande ämbetet | Venstre           |
| Transportminister                                                        |          | Thomas Danielsen           | 15 december 2022 | innehar fortfarande ämbetet | Venstre           |
| Minister för forskning och högre utbildning                              |          | Christina Egelund          | 15 december 2022 | innehar fortfarande ämbetet | Moderaterne       |
| Social- och bostadsminister                                              |          | Pernille Rosenkrantz-Theil | 15 december 2022 | 29 augusti 2024             | Socialdemokratiet |
| Social- och bostadsminister                                              |          | Sophie Hæstorp Andersen    | 29 augusti 2024  | innehar fortfarande ämbetet | Socialdemokratiet |
| Digitaliseringsminister Till 29 augusti 2024 också jämställdhetsminister |          | Marie Bjerre               | 15 december 2022 | 23 november 2023            | Venstre           |
| Digitaliseringsminister Till 29 augusti 2024 också jämställdhetsminister |          | Mia Wagner                 | 23 november 2023 | 7 december 2023             | Venstre           |
| Digitaliseringsminister Till 29 augusti 2024 också jämställdhetsminister |          | Marie Bjerre               | 7 december 2023  | 29 augusti 2024             | Venstre           |
| Digitaliseringsminister Till 29 augusti 2024 också jämställdhetsminister |          | Caroline Stage Olsen       | 29 augusti 2024  | innehar fortfarande ämbetet | Moderaterne       |
| Äldreminister                                                            |          | Mette Kierkgaard           | 15 december 2022 | innehar fortfarande ämbetet | Moderaterne       |
| Minister för klimat-, energi- och försörjning                            |          | Lars Aagaard               | 15 december 2022 | innehar fortfarande ämbetet | Moderaterne       |
| Minister för ”Grøn Trepart”                                              |          | Jeppe Bruus Christensen    | 29 augusti 2024  | innehar fortfarande ämbetet | Socialdemokratiet |
| Europaminister                                                           |          | Marie Bjerre               | 29 augusti 2024  | innehar fortfarande ämbetet | Venstre           |
| Minister för samhällsskydd och beredskap                                 |          | Torsten Schack Pedersen    | 29 augusti 2024  | innehar fortfarande ämbetet | Venstre           |

1. ↑  Troels Lund Poulsen var tillförordnad försvarsminister under Jakob Elleman-Jensens sjukskrivning från 6 februari 2023 till 1 augusti 2023.
2. ↑  Stephanie Lose var tillförordnad ekonomiminister (formell titel: minister utan portfölj) från 9 mars 2023 till 1 augusti 2023.

## Ministärer och regeringar

### Regeringar från 1848 till idag
I diagrammet nedan framställs regeringsperioderna från 1848 till idag för de olika regeringsbildarna (diagrammet visar alltså inte varje enskild regeringsbildning). Uppdelningen är efter ideologisk färg där konservativa regeringar (i olika varianter) har mörkblå färg, liberala ljusblå, socialistiska/socialdemokratiska röd och socialliberala grön. I det fall ideologisk riktning är okänd eller politiskt parti inte är vid makten anges färgen som gul.

### Officiella regeringar
Danmarks regeringar namnges enligt regeringsbildarens namn. Mellan åren 1848 till 1941 kallades regeringarna för ministärer men efter 1942 används termen regering. När regeringarnas namn består av akronymer kommer regeringsbildarens partis beteckning först följt av varje parti efter storleksordning.
| Färgkoder: | Center-vänster: Socialistisk / Socialdemokratisk                       | Center: Socialliberal | Center: Liberal / De Nationalliberale | Center-höger: Konservativ / moderat | Obunden / oklart |
|            | Vid koalitionsregering anger färgen statsministerns partitillhörighet. |                       |                                       |                                     |                  |

| Regering/ministär     | Statsminister / regeringschef | Statsminister / regeringschef       |  | Period                                |  | Parti(er) |  | Regeringstyp        |  | Notering |
| Moltke I              |                               | Adam Wilhelm Moltke                 |  | 22 mars 1848 – 16 november 1848       |  | Konservativ, De Nationalliberale                                                                                  |  | Samlingsregering    |  | Marsministeriet, var en samlingsregering på grund av Slesvig-holsteinska kriget (Treårskrigen). |
| Moltke II             |                               | Adam Wilhelm Moltke                 |  | 16 november 1848 – 13 juli 1851       |  | Konservativ |  |                     |  | Novemberministeriet |
| Moltke III            |                               | Adam Wilhelm Moltke                 |  | 13 juli 1851 – 18 oktober 1851        |  | Konservativ |  |                     |  | Juliministeriet |
| Moltke IV             |                               | Adam Wilhelm Moltke                 |  | 18 oktober 1851 – 27 januari 1852     |  | Konservativ |  |                     |  | Oktoberministeriet |
| Bluhme I              |                               | Christian Albrecht Bluhme           |  | 27 januari 1852 – 21 april 1853       |  | |  |                     |  | Januariministeriet |
| Ørsted                |                               | Anders Sandøe Ørsted                |  | 21 april 1853 – 12 december 1854      |  | Konservativ |  |                     |  | |
| Bang                  |                               | Peter Georg Bang                    |  | 12 december 1854 – 18 oktober 1856    |  | De Nationalliberale                                                                                               |  |                     |  | |
| Andræ                 |                               | Carl Christopher Georg Andræ        |  | 18 oktober 1856 – 13 maj 1857         |  | Konservativ, De Nationalliberale                                                                                  |  | Koalitionsregering  |  | |
| Hall I                |                               | Carl Christian Hall                 |  | 13 maj 1857 – 2 december 1859         |  | De Nationalliberale                                                                                               |  |                     |  | |
| Rotwitt               |                               | Carl Eduard Rotwitt                 |  | 2 december 1859 – 24 februari 1860    |  | Bondevennernes Selskab                                                                                            |  |                     |  | |
| Hall II               |                               | Carl Christian Hall                 |  | 24 februari 1860 – 31 december 1863   |  | De Nationalliberale                                                                                               |  |                     |  | |
| Monrad                |                               | Ditlev Gothard Monrad               |  | 31 december 1863 – 11 juli 1864       |  | |  |                     |  | Millionen |
| Bluhme II             |                               | Christian Albrecht Bluhme           |  | 11 juli 1864 – 6 november 1865        |  | Konservativ |  |                     |  | |
| Frijs                 |                               | Christian Emil Krag-Juel-Vind-Frijs |  | 6 november 1865 – 28 maj 1870         |  | |  |                     |  | |
| Holstein-Holsteinborg |                               | Ludvig Holstein-Holsteinborg        |  | 28 maj 1870 – 14 juli 1874            |  | Nationale Godsejere, De Nationalliberale                                                                          |  |                     |  | |
| Fonnesbech            |                               | Christen Andreas Fonnesbech         |  | 14 juli 1874 – 11 juni 1875           |  | Nationale Godsejere, De Nationalliberale                                                                          |  |                     |  | |
| Estrup                |                               | Jacob Brønnum Scavenius Estrup      |  | 11 juni 1875 – 7 augusti 1894         |  | Højre |  |                     |  | |
| Reedtz-Thott          |                               | Tage Reedtz-Thott                   |  | 7 augusti 1894 – 23 maj 1897          |  | Højre |  |                     |  | |
| Hørring               |                               | Hugo Egmont Hørring                 |  | 23 maj 1897 – 27 april 1900           |  | Højre |  |                     |  | |
| Sehested              |                               | Hannibal Sehested                   |  | 27 april 1900 – 24 juli 1901          |  | Højre |  |                     |  | |
| Deuntzer              |                               | Johan Henrik Deuntzer               |  | 24 juli 1901 – 14 januari 1905        |  | Venstre |  |                     |  | |
| Christensen           |                               | Jens Christian Christensen          |  | 14 januari 1905 – 12 oktober 1908     |  | Venstre |  |                     |  | |
| Neergaard I           |                               | Niels Thomasius Neergaard           |  | 12 oktober 1908 – 16 augusti 1909     |  | Venstre |  |                     |  | |
| Holstein-Ledreborg    |                               | Ludvig Holstein-Ledreborg           |  | 16 augusti 1909 – 28 oktober 1909     |  | Venstre |  |                     |  | |
| Zahle I               |                               | Carl Theodor Zahle                  |  | 28 oktober 1909 – 5 juli 1910         |  | De Radikale |  |                     |  | |
| Berntsen              |                               | Klaus Berntsen                      |  | 5 juli 1910 – 21 juni 1913            |  | Venstre |  |                     |  | |
| Zahle II              |                               | Carl Theodor Zahle                  |  | 21 juni 1913 – 30 mars 1920           |  | De Radikale |  |                     |  | |
| Liebe                 |                               | Otto Liebe                          |  | 30 mars 1920 – 5 april 1920           |  | |  | Expeditionsregering |  | Tillsatt under påskkrisen. |
| Friis                 |                               | Michael Petersen Friis              |  | 5 april 1920 – 5 maj 1920             |  | |  | Expeditionsregering |  | Följd av påskkrisen |
| Neergaard II          |                               | Niels Thomasius Neergaard           |  | 5 maj 1920 – 9 oktober 1922           |  | Venstre |  |                     |  | |
| Neergaard III         |                               | Niels Thomasius Neergaard           |  | 9 oktober 1922 – 23 april 1924        |  | Venstre |  |                     |  | |
| Stauning I            |                               | Thorvald Stauning                   |  | 23 april 1924 – 14 december 1926      |  | Socialdemokratiet                                                                                                 |  | Minoritetsregering  |  | |
| Madsen-Mygdal         |                               | Thomas Madsen-Mygdal                |  | 14 december 1926 – 30 april 1929      |  | Venstre |  | Minoritetsregering  |  | |
| Stauning II           |                               | Thorvald Stauning                   |  | 30 april 1929 – 4 november 1935       |  | Socialdemokratiet, De Radikale                                                                                    |  | Majoritetskoalition |  | Ministeriet Stauning-Munch |
| Stauning III          |                               | Thorvald Stauning                   |  | 4 november 1935 – 15 september 1939   |  | Socialdemokratiet, De Radikale                                                                                    |  | Majoritetskoalition |  | |
| Stauning IV           |                               | Thorvald Stauning                   |  | 15 september 1939 – 10 april 1940     |  | Socialdemokratiet, De Radikale                                                                                    |  | Majoritetskoalition |  | |
| Stauning V            |                               | Thorvald Stauning                   |  | 10 april 1940 – 8 juli 1940           |  | Socialdemokratiet, Venstre, Det Konservative Folkeparti, De Radikale                                              |  | Samlingsregering    |  | 9 april, Nazityskland ockuperar Danmark |
| Stauning VI           |                               | Thorvald Stauning                   |  | 8 juli 1940 – 4 maj 1942              |  | Socialdemokratiet, Venstre, Det Konservative Folkeparti, De Radikale                                              |  | Samlingsregering    |  | |
| Buhl I                |                               | Vilhelm Buhl                        |  | 4 maj 1942 – 9 november 1942          |  | Socialdemokratiet, Venstre, Det Konservative Folkeparti, De Radikale                                              |  | Samlingsregering    |  | Vilhelm Buhl tvingades att lämna statsministerposten efter påtryckning av nazisterna. |
| Scavenius             |                               | Erik Scavenius                      |  | 9 november 1942 – 5 maj 1945          |  | De Radikale, Socialdemokratiet, Venstre, Det Konservative Folkeparti                                              |  | Samlingsregering    |  | Regeringen Scavenius avgick i praktiken den 29 augusti 1943, när den vägrade gå med på fler eftergifter till tyskarna. Kung Kristian X vägrade dock godkänna avskedsansökan, varför den formellt kvarstod fram till 5 maj 1945, även om den alltså upphörde att fungera 1943. |
| Buhl II               |                               | Vilhelm Buhl                        |  | 5 maj 1945 – 7 november 1945          |  | Socialdemokratiet, Venstre, Det Konservative Folkeparti, De Radikale, Dansk Samling, Danmarks Kommunistiske Parti |  | Samlingsregering    |  | Befrielsesregeringen, ockupationen av Danmark är över. |
| Kristensen            |                               | Knud Kristensen                     |  | 7 november 1945 – 13 november 1947    |  | Venstre |  | Minoritetsregering  |  | |
| Hedtoft I             |                               | Hans Hedtoft                        |  | 13 november 1947 – 30 oktober 1950    |  | Socialdemokratiet                                                                                                 |  | Minoritetsregering  |  | |
| Eriksen               |                               | Erik Eriksen                        |  | 30 oktober 1950 – 30 september 1953   |  | Venstre, Det Konservative Folkeparti                                                                              |  | Minoritetskoalition |  | |
| Hedtoft II            |                               | Hans Hedtoft                        |  | 30 september 1953 – 1 februari 1955   |  | Socialdemokratiet                                                                                                 |  | Minoritetsregering  |  | |
| Hansen I              |                               | Hans Christian Svane Hansen         |  | 1 februari 1955 – 28 maj 1957         |  | Socialdemokratiet                                                                                                 |  | Minoritetsregering  |  | |
| Hansen II             |                               | Hans Christian Svane Hansen         |  | 28 maj 1957 – 21 februari 1960        |  | Socialdemokratiet, Det Radikale Venstre, Danmarks Retsforbund                                                     |  | Majoritetskoalition |  | Trekantsregeringen |
| Kampmann I            |                               | Olfert Viggo Fischer Kampmann       |  | 21 februari 1960 – 18 november 1960   |  | Socialdemokratiet, Det Radikale Venstre, Danmarks Retsforbund                                                     |  | Majoritetskoalition |  | |
| Kampmann II           |                               | Olfert Viggo Fischer Kampmann       |  | 18 november 1960 – 3 september 1962   |  | Socialdemokratiet, Det Radikale Venstre                                                                           |  | Minoritetskoalition |  | |
| Krag I                |                               | Jens Otto Krag                      |  | 3 september 1962 – 26 september 1964  |  | Socialdemokratiet, Det Radikale Venstre                                                                           |  | Minoritetskoalition |  | |
| Krag II               |                               | Jens Otto Krag                      |  | 26 september 1964 – 2 februari 1968   |  | Socialdemokratiet                                                                                                 |  | Minoritetsregering  |  | Efter Folketingsvalet 1966 bildade Socialdemokraterna majoritet med Socialistisk Folkeparti (SF), även kallat Det røde kabinet. Det var första gången det fanns en arbetarmajoritet i Folketinget.                                                                            |
| Baunsgaard            |                               | Hilmar Tormod Ingolf Baunsgaard     |  | 2 februari 1968 – 11 oktober 1971     |  | Det Radikale Venstre, Det Konservative Folkeparti, Venstre                                                        |  | Majoritetskoalition |  | |
| Krag III              |                               | Jens Otto Krag                      |  | 11 oktober 1971 – 5 oktober 1972      |  | Socialdemokratiet                                                                                                 |  | Minoritetsregering  |  | |
| Jørgensen I           |                               | Anker Henrik Jørgensen              |  | 5 oktober 1972 – 6 december 1973      |  | Socialdemokratiet                                                                                                 |  | Minoritetsregering  |  | |
| Hartling              |                               | Poul Hartling                       |  | 19 december 1973 – 29 januari 1975    |  | Venstre |  | Minoritetsregering  |  | Valet 1973 kallas för Jordskredsvalget. Fem nya partier kom in i Folketinget och Venstre bildar regering med 12,3 procent av valmanskårens röster. |
| Jørgensen II          |                               | Anker Henrik Jørgensen              |  | 13 februari 1975 – 30 augusti 1978    |  | Socialdemokratiet                                                                                                 |  | Minoritetsregering  |  | |
| Jørgensen III         |                               | Anker Henrik Jørgensen              |  | 30 augusti 1978 – 26 oktober 1979     |  | Socialdemokratiet, Venstre                                                                                        |  | Majoritetskoalition |  | SV-regeringen, detta är den enda gången, bortsett från samlingsregeringen som (s) och (v) regeringssamarbetat. |
| Jørgensen IV          |                               | Anker Henrik Jørgensen              |  | 26 oktober 1979 – 30 december 1981    |  | Socialdemokratiet                                                                                                 |  | Minoritetsregering  |  | |
| Jørgensen V           |                               | Anker Henrik Jørgensen              |  | 30 december 1981 – 10 september 1982  |  | Socialdemokratiet                                                                                                 |  | Minoritetsregering  |  | |
| Schlüter I            |                               | Poul Holmskov Schlüter              |  | 10 september 1982 – 10 september 1987 |  | Det Konservative Folkeparti, Venstre, Centrum-Demokraterne, Kristeligt Folkeparti                                 |  | Minoritetskoalition |  | Firkløverregeringen |
| Schlüter II           |                               | Poul Holmskov Schlüter              |  | 10 september 1987 – 3 juni 1988       |  | Det Konservative Folkeparti, Venstre, Centrum-Demokraterne, Kristeligt Folkeparti                                 |  | Minoritetskoalition |  | Firkløverregeringen |
| Schlüter III          |                               | Poul Holmskov Schlüter              |  | 3 juni 1988 – 18 december 1990        |  | Det Konservative Folkeparti, Venstre, Det Radikale Venstre                                                        |  | Minoritetskoalition |  | KVR-regeringen |
| Schlüter IV           |                               | Poul Holmskov Schlüter              |  | 18 december 1990 – 25 januari 1993    |  | Det Konservative Folkeparti, Venstre                                                                              |  | Minoritetskoalition |  | KV-regeringen, regeringen hade 10 färre mandat än det största partiet Socialdemokraterne. |
| Nyrup Rasmussen I     |                               | Poul Nyrup Rasmussen                |  | 25 januari 1993 – 27 september 1994   |  | Socialdemokratiet, Centrum-Demokraterne, Det Radikale Venstre, Kristeligt Folkeparti                              |  | Minoritetskoalition |  | Rødkløverregeringen |
| Nyrup Rasmussen II    |                               | Poul Nyrup Rasmussen                |  | 27 september 1994 – 30 december 1996  |  | Socialdemokratiet, Det Radikale Venstre, Centrum-Demokraterne                                                     |  | Minoritetskoalition |  | |
| Nyrup Rasmussen III   |                               | Poul Nyrup Rasmussen                |  | 30 december 1996 – 23 mars 1998       |  | Socialdemokratiet Det Radikale Venstre                                                                            |  | Minoritetskoalition |  | SR-regeringen |
| Nyrup Rasmussen IV    |                               | Poul Nyrup Rasmussen                |  | 23 mars 1998 – 27 november 2001       |  | Socialdemokratiet, Det Radikale Venstre                                                                           |  | Minoritetskoalition |  | SR-regeringen |
| Fogh Rasmussen I      |                               | Anders Fogh Rasmussen               |  | 27 november 2001 – 18 februari 2005   |  | Venstre, Det Konservative Folkeparti                                                                              |  | Minoritetskoalition |  | VK-regeringen, högerregeringen är beroende av Dansk Folkepartis stöd i parlamentet, något som gäller under alla VK-regeringar. |
| Fogh Rasmussen II     |                               | Anders Fogh Rasmussen               |  | 18 februari 2005 – 23 november 2007   |  | Venstre, Det Konservative Folkeparti                                                                              |  | Minoritetskoalition |  | VK-regeringen |
| Fogh Rasmussen III    |                               | Anders Fogh Rasmussen               |  | 23 november 2007 – 5 april 2009       |  | Venstre, Det Konservative Folkeparti                                                                              |  | Minoritetskoalition |  | VK-regeringen |
| Løkke Rasmussen I     |                               | Lars Løkke Rasmussen                |  | 5 april 2009 – 3 oktober 2011         |  | Venstre, Det Konservative Folkeparti                                                                              |  | Minoritetskoalition |  | VK-regeringen |
| Thorning-Schmidt I    |                               | Helle Thorning-Schmidt              |  | 3 oktober 2011 – 3 februari 2014      |  | Socialdemokraterne, Radikale Venstre, Socialistisk Folkeparti                                                     |  | Minoritetskoalition |  | SRS-regeringen |
| Thorning-Schmidt II   |                               | Helle Thorning-Schmidt              |  | 3 februari 2014 – 28 juni 2015        |  | Socialdemokraterne, Radikale Venstre                                                                              |  | Minoritetskoalition |  | SR-regeringen |
| Løkke Rasmussen II    |                               | Lars Løkke Rasmussen                |  | 28 juni 2015 – 28 november 2016       |  | Venstre |  | Minoritetsregering  |  | V-regeringen |
| Løkke Rasmussen III   |                               | Lars Løkke Rasmussen                |  | 28 november 2016 – 27 juni 2019       |  | Venstre, Liberal Alliance, Det Konservative Folkeparti                                                            |  | Minoritetskoalition |  | VLAK-regeringen |
| Frederiksen I         |                               | Mette Frederiksen                   |  | 27 juni 2019 – 15 december 2022       |  | Socialdemokraterne                                                                                                |  | Minoritetsregering  |  | S-regeringen |
| Frederiksen II        |                               | Mette Frederiksen                   |  | 15 december 2022 – pågår fortfarande  |  | Socialdemokraterne, Venstre, Moderaterne                                                                          |  | Minoritetskoalition |  | SVM-regeringen |

### Inofficiella regeringar
Scavenius regering slutade sitt arbete 29 augusti 1943 men var formellt regering fram till 5 maj 1945. I praktiken sköttes rikets förvaltning av ministeriernas chefer medan Frihedsrådet allt mer kom att framträda som en alternativ regering.
| "Regering"             |  | Period                       |  | Parti(er)                                                                    |  | Notering     |
| Departementschefstyret |  | 29 augusti 1943 – 5 maj 1945 |  | Ämbetsmannaledd                                                              |  |              |
| Danmarks frihedsråd    |  | 29 augusti 1943 – 5 maj 1945 |  | Danmarks Kommunistiske Parti, Dansk Samling, diverse motståndsorganisationer |  | Frihedsrådet |